# ジェンティーレ・ベッリーニ

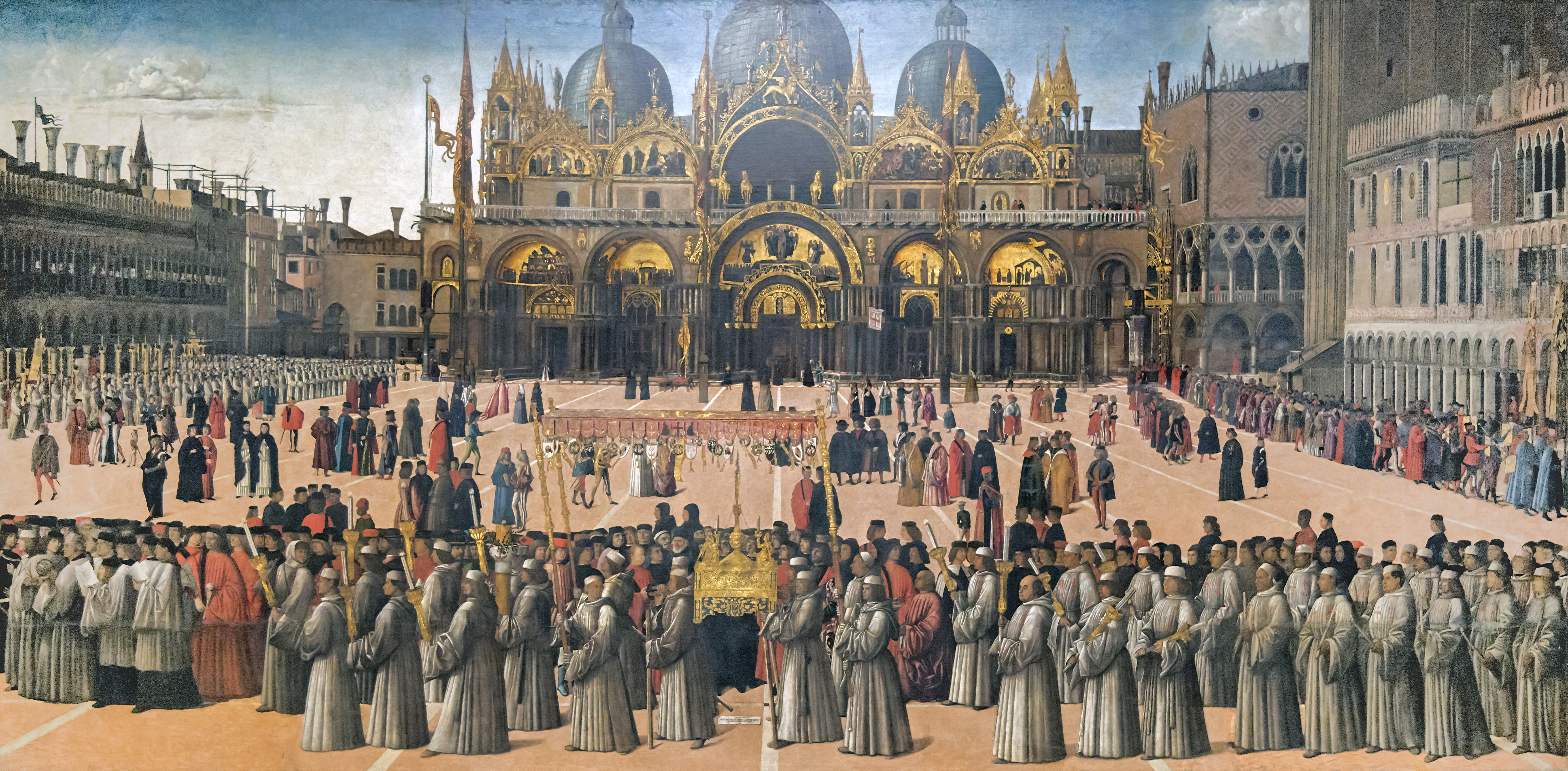
『サン・マルコ広場の行列』(1496年)、アカデミア美術館 (ヴェネツィア)

ジェンティーレ・ベッリーニ（Gentile Bellini, 1429年 - 1507年2月23日）は、イタリアのルネサンス期ヴェネツィア派の画家。
ヴェネツィアのルネサンス美術は、フィレンツェより遅れて15世紀後半から始まり、ヴェロネーゼ、ティツィアーノ、ジョルジョーネ、ティントレットらが活躍した16世紀に黄金時代を迎える。ヴェネツィア派の特色は、絵画において色彩の果たす役割を重視し、華麗な色彩によって感情や雰囲気の表出に努めたことである。この点が色彩よりも形態やデッサンを重視したフィレンツェ派と異なっている。また、北方フランドルの影響を受けて、早くからキャンバス画や油彩画が発達したことも特色である。これは、湿度の高いヴェネツィアが、フレスコ画の制作に適していなかったことにも一因があるとされる。
ジェンティーレ・ベッリーニは、ヴェネツィア派の初期に活躍した画家一族の一人である。父のヤーコポ・ベッリーニはヴェネツィア派の創始者とされる人物であり、弟のジョヴァンニ・ベッリーニも高名な画家である。
柔和な聖母子像で知られる弟のジョヴァンニの方が知名度が高いが、兄のジェンティーレも油彩画の初期の大成者として重要な画家であり、特に都市景観や群像表現に優れている。肖像画もよくした。スクオーラ・ディ・サン・ジョヴァンニ・エヴァンジェリスタ（福音書記者ヨハネの大同信会）のために描いた「聖十字架」連作が代表作である。
オスマン帝国の首都イスタンブール（コンスタンティノポリス）に出向き、当時のスルタン・メフメト2世の肖像画などを描いたことでも知られる。

## 代表作
- サン・ロレンツォ橋での十字架の奇跡（1500年頃）（ヴェネツィア、アカデミア美術館）
- サン・マルコ広場の行列（1496年）（ヴェネツィア、アカデミア美術館）

## ギャラリー

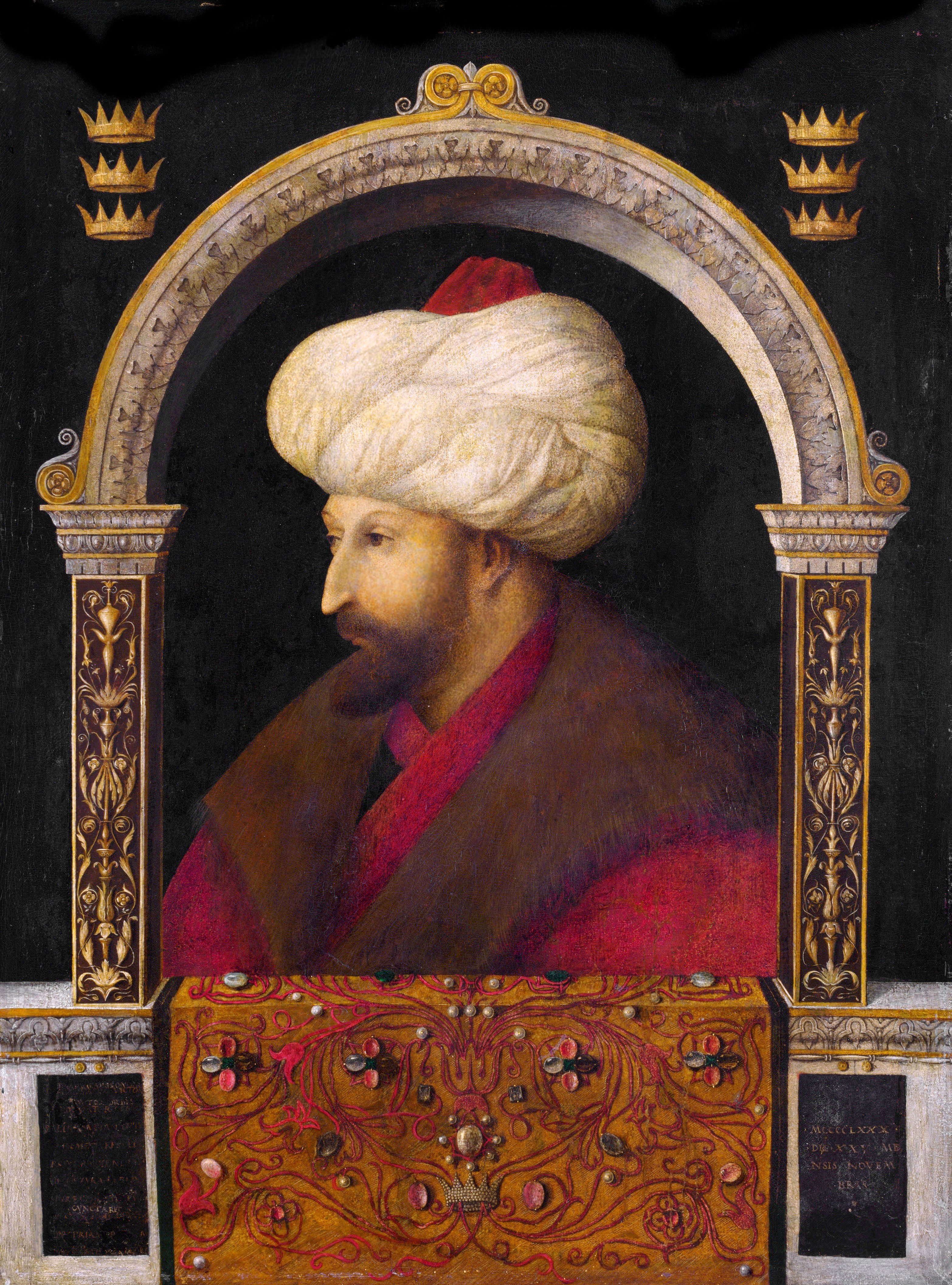
『メフメト2世の肖像』
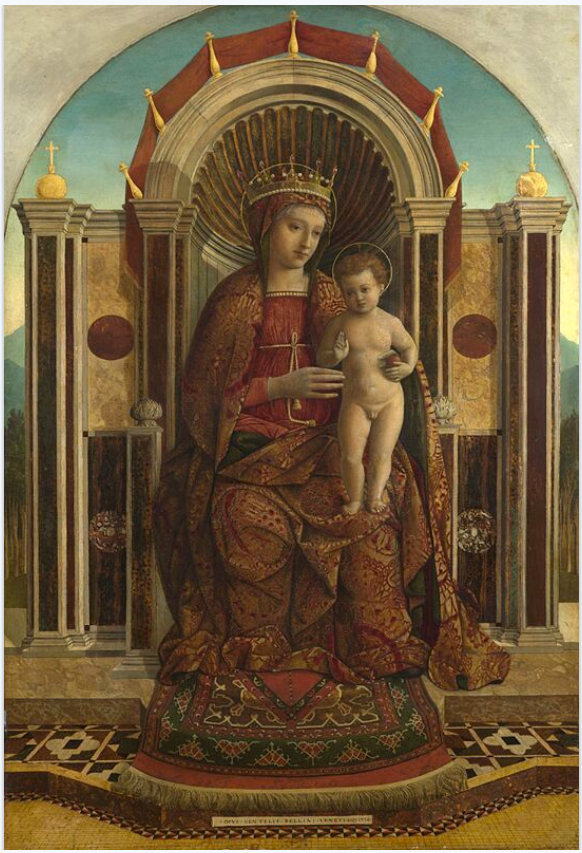
『聖母子』
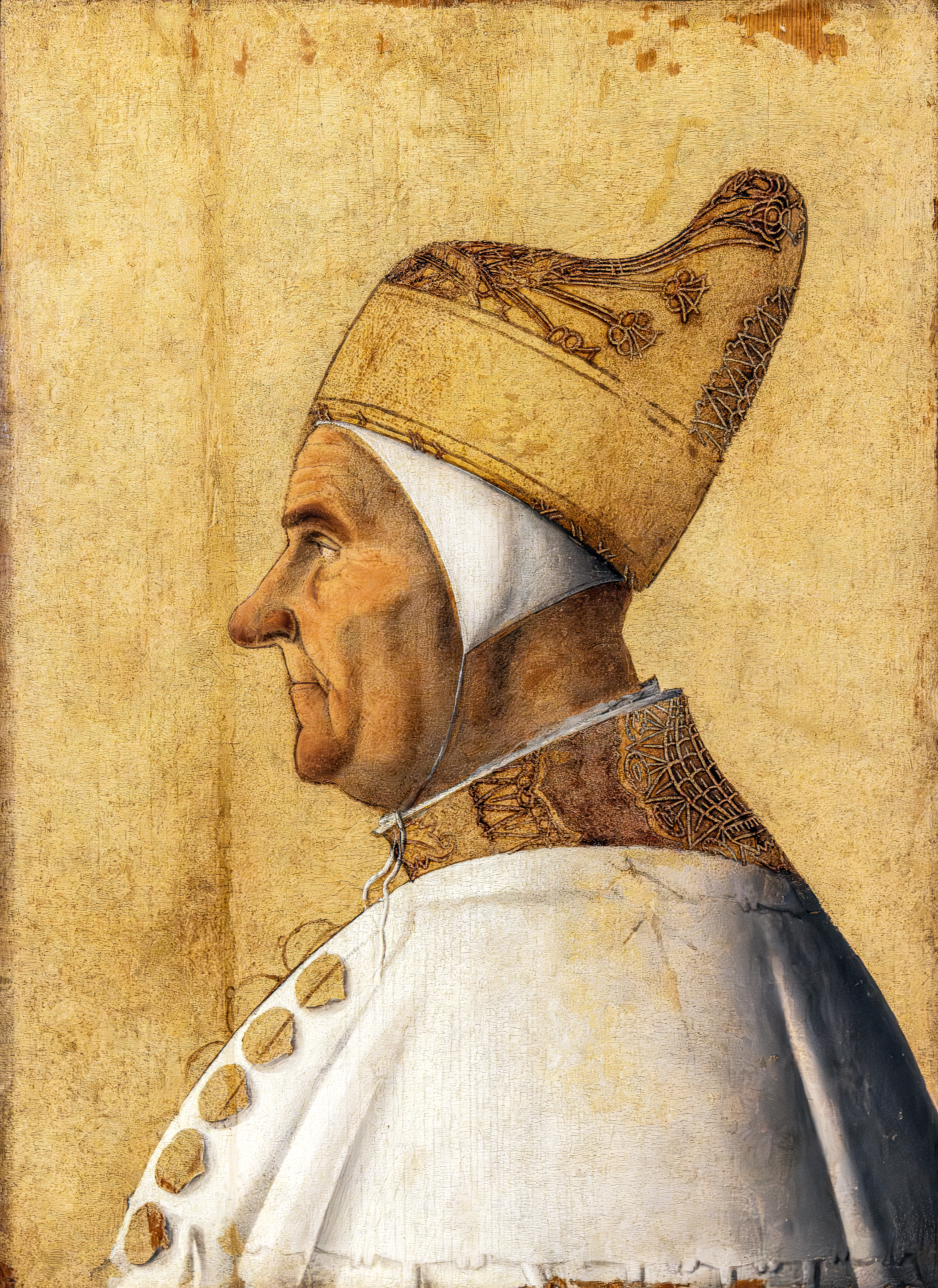
ジョヴァンニ・モチェニーゴの肖像画
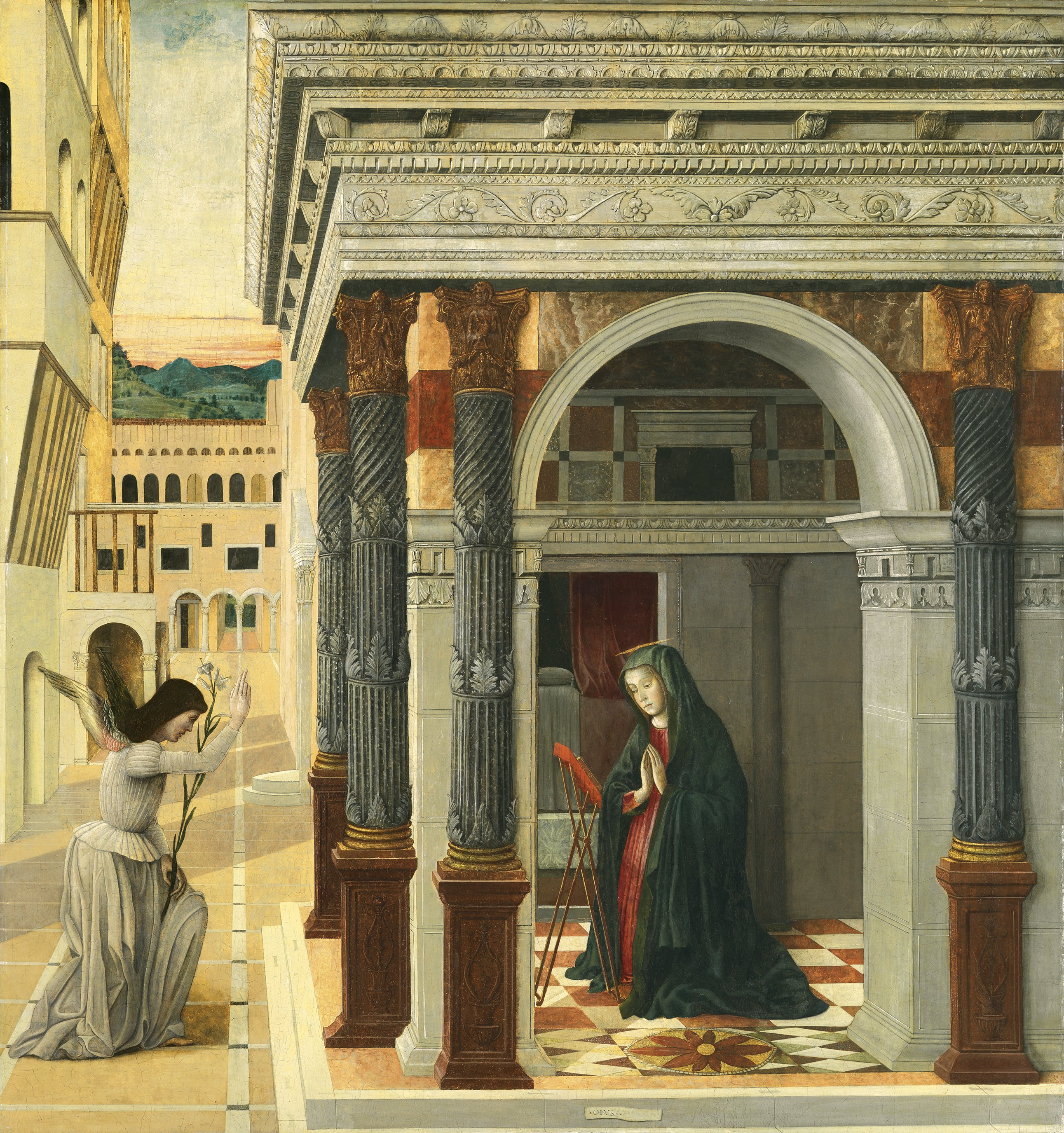
『受胎告知』